# ヴィルデック
ヴィルデック (ドイツ語: Wildeck)はドイツ連邦共和国ヘッセン州カッセル行政管区のヘルスフェルト＝ローテンブルク郡に属す町村（以下、本項では便宜上「町」と記述する）である。この町はテューリンゲン州との州境に面している。

## 地理

### 位置
この町は、ヴェラ川中流域の谷、ベルカ＝ゲルシュトゥンガー盆地とそれに付随する小さな低地であるオーバーズーラー盆地、クライネンゼーアー盆地に分布している。これらの低地は山並みで囲まれている。南西はゾイリングスヴァルト、南はフォルダーレーン山地の支脈、東はテューリンゲンの森の支脈、北はフルダ＝ヴェラ山地南部に属すリヒェルスドルファー山地といった具合である。町の一部はリヒェルスドルファー山地の中にまで広がっている。
最寄りの大きな街としては、バート・ヘルスフェルト（約 25 km 南西）やアイゼナハ（約 25 km 東）がある。町内の最低地点はオーバーズール近郊のイン・デア・アウエの 208 m、最高地点はヘーネバッハ近郊のローテストックで海抜 456 m である。

### 自治体の構成
この町は、オーバーズール、ボッセローデ、ヘーネバッハ、リヒェルスドルフ、ラスドルフの5つの地区で構成される。

### 隣接する市町村
ヴィルデックは、北はネンタースハウゼン（ヘルスフェルト＝ローテンブルク郡）およびゾントラ（ヴェラ＝マイスナー郡）、東はゲルシュトゥンゲン、南東はベルカ/ヴェラ、南はダンクマールスハウゼン、グローセンゼー (テューリンゲン)（以上4市町村はテューリンゲン州ヴァルトブルク郡）およびヘーリンゲン、南西はフリーデヴァルト、西はロンスハウゼン（以上3町村はヘルスフェルト＝ローテンブルク郡）と境を接している。

## 歴史
この町の名前は、アムト・ヴィルデックに由来する。このアムトには、現在のオーバーズールとヘーネバッハ、およびオーバーズールに属す小集落アルムスホーフとシルトホーフが属していた。中世のこのアムトはフルダ修道院の支配下にあった。アムトの役所は、ラスドルフ近郊シュロスベルクのヴィルデック城にあった。
リヒェルスドルフは、1277年にフルダの修道院がこの集落を女子修道院設立のためにアイゼナハのニコライ修道院に期限付きで委託した際に初めて文献に記録されている。しかし、この修道院は建設されなかった。このアムトは1325年にレーエンとしてフリードリヒとヘルマンのフォン・コルマッチュ兄弟に与えられた。現在はアイゼナハの市区となっているヘッツェルスローダがこれと交換にニコライ修道院に与えられた。レーエン領主権は1539年にヘッセン方伯のものとなった。1562年にコルマッチュ家が断絶し、この集落はヘッセン領となった。
南と東の錯綜した州境は、ヘッセンおよびテューリンゲン方伯とフルダ修道院との紛争の現在に遺る証となっている。この紛争は中世全期間を超え近世にまで及んだ。
ヴィルデックにおける銅の採掘は1460年に初めて記録されている。リヒェルスドルフ製錬所では1708年からコバルトも生産されていた。これにより、この製錬所や、それほど遠くないイバ（現在はベプラの市区）のフリートリヒス製錬所の重要性が増し、その結果ゾントラの鉱山監督局がリヒェルスドルフに移転した。
アムト・ヴァルデックは、1627年からローテンブルガー・クヴァルトの構成要素としてヘッセン＝ローテンブルク方伯領となった。この地域は猟場として開発され、ヴィルデック城の跡地に休憩のための狩りの城ブルーメンシュタイン城が建設された。1848年、廃止されたこの方伯の所有地全域が国有地となった。
1945年から1990年までこの町は東西ドイツ国境のすぐ近くに位置することとなった。

### 町村合併
1971年12月31日に、それまで独立した町村であったボッセローデ、ヘーネバッハ、オーバーズール、ラスドルフ、リヒェルスドルフが合併して新たな自治体ヴィルデックが成立した。

### 人口推移
以下のグラフは各時点における町域内の人口で、それぞれ12月31日時点の数値である。

ヴィルデックの人口推移

## 行政

### 議会
2016年の町議会選挙以降、この町の議会は23議席で構成されている。

### 首長
2014年7月6日の町長選挙で、アレクサンダー・ヴィルト（無所属）が 67.8 % の票を獲得して町長に選出された。

## 経済と社会資本

### 交通
この町は連邦アウトバーン A4号線沿いに位置し、オーバーズール・インターチェンジとヘーネバッハ・インターチェンジを有している。この他に、アイゼナハからベーブラに向かい、この町を通るテューリンゲン鉄道沿いにヴィルデック＝オーバーズール駅、ヴィルデック＝ボッセローデ駅、ヴィルデック＝ヘーネバッハ駅がある。

### 地元企業
- アルゼコ GmbH（リヒェルスドルフ製錬所の後継企業）: 2004年から DAW SE（ドイチェ・アンフィボーリン＝ヴェルケ）に属す[6]。
- ベッテン・マルシュ GmbH（介護・医療用ベッドのメーカー）: 1995年設立、2004年からオーバーズール工業地区にある[7]。

## 文化と見所

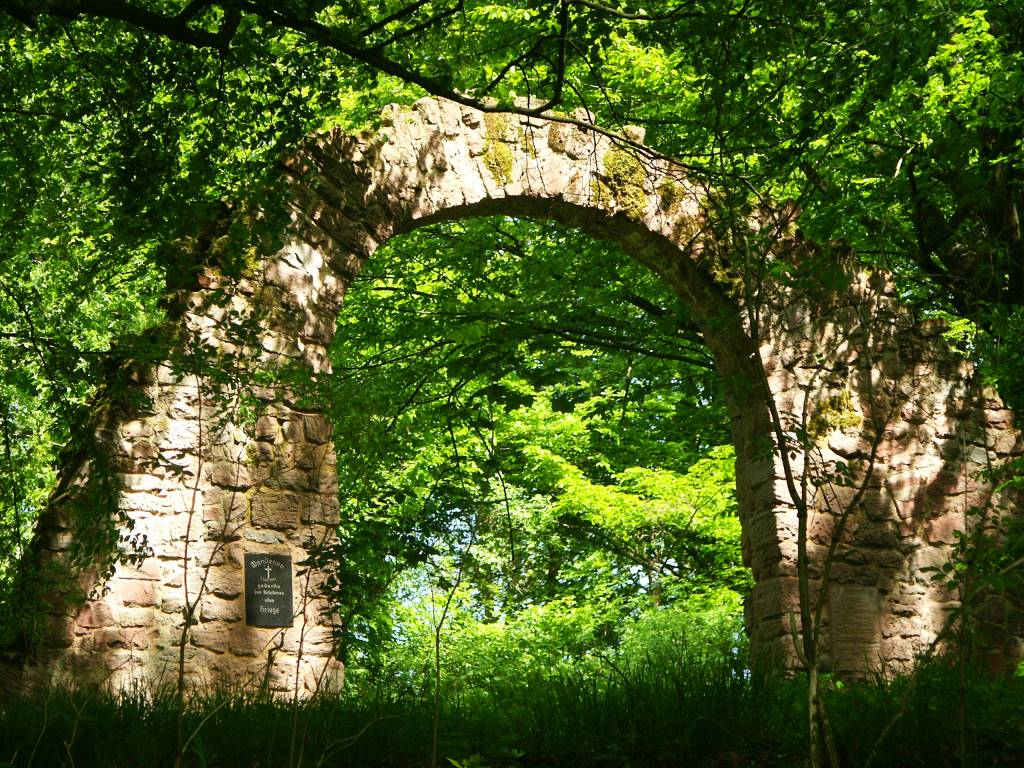
ブルーメンシュタイン城趾

### 建築
- リヒェルスドルフ福音主義教会（「バウエルンバロックキルヒェ」）
- ボッセローデ福音主義教会、有翼祭壇とピエタ像を持つ
- 狩りの城ブルーメンシュタイン城趾、かつて同じ場所に建てられていた中世のヴィルデック城の後継建造物
- ブルーメンシュタインの夏の城の庭園跡、中島のある池やオベリスクがある
- ヘーネバッハトンネル、鉄道ハレ -　ベプラ線の歴史的な鉄道トンネル

- ブルーメンシュタイン城庭園のオベリスク
- ヘーネバッハトンネル

### 自然

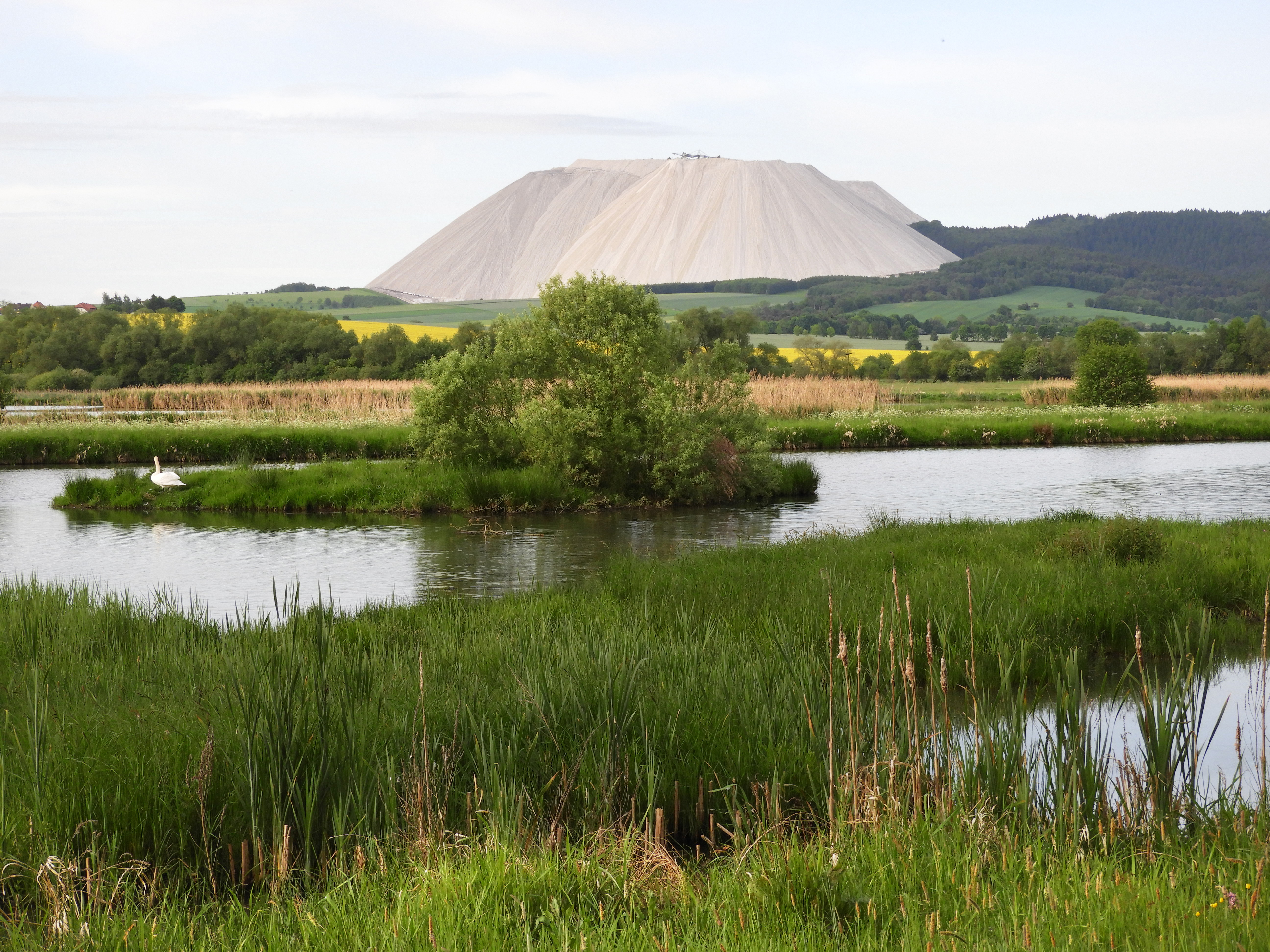
レーデン自然保護区

- 自然・鳥類保護区「レーデン」、オーバーズールにインフォメーションセンターがある[8]。

この他に、多くの遊歩道がある。遊歩道のいくつかはブルーメンシュタイン城趾を通り、ヴィルデッカー・タールを巡り、ベラース農場施設に出会う。多彩な森を横切り、フランツォーゼンアイヒェ（オークの老木）の傍らを抜ける。また、町境では4市町村が境を接している。

## 人物

### 出身者
- オトマー・フライヘル・フォン・フェアシューアー（1896年 - 1969年）ナチ時代のフランクフルト・アム・マイン大学の医師、優生学研究者
- マルグリット・クリンガー（1960年 - ）陸上競技選手、1982年ヨーロッパ陸上競技選手権大会 800 m 走銅メダリスト